# Polydrusus pilosus
Espèce
Polydrusus pilosus est une espèce d'insectes coléoptères appartenant à la famille des Curculionidae, à la sous-famille des Entiminae.

## Sous-espèces
- Polydrusus pilosus italicus Schilsky, 1910
- Polydrusus pilosus pilosus Gredler, 1866